# Effi Briest (película de 1974)
Effi Briest, también conocida como Fontane Effi Briest es una película dramática histórica en blanco y negro de Alemania Occidental de 1974 dirigida, escrita y narrada por Rainer Werner Fassbinder y producida por Juliane Lorenz. Fassbinder adaptó el guion de la novela homónima de 1894 del autor alemán Theodor Fontane sobre una joven del siglo XIX cuyo romance con un mujeriego carismático tiene efectos a largo plazo en su matrimonio con un hombre mayor. La película utiliza las palabras de Fontane en diálogos, narraciones y textos de cartas. 

## Trama
La película comienza con Effi Briest, de 17 años, en el columpio del jardín de sus padres. Su madre comenta sobre su naturaleza salvaje y dice que tiene un espíritu aéreo. Hablando con otras adolescentes, comentan cómo la madre de Effi fue cortejada por el barón von Instetten cuando él era soldado, pero ella eligió al padre de Effi, un concejal y terrateniente.
Más tarde, la madre de Effi le cuenta que Instetten, que ahora tiene 38 años y es funcionario, le ha pedido su mano. Con el apoyo de sus padres, junto con su propio afán de prestigio, Effi acepta. Ella y su madre comenzaron a prepararse para la luna de miel: aunque a Effi no le falta lo necesario, cuando desea algo sólo le sirve lo mejor. Justo antes de irse, le admite a su madre que, si bien Instetten es considerado, tiene principios y es apuesto, ella le tiene miedo. Al quedarse solos, sus padres hablan sobre la vida matrimonial, durante la conversación Briest comenta que su esposa habría sido mucho más adecuada para Instetten que lo es Effi.
Effi e Instetten regresan a su casa en el Mar Báltico en la ciudad ficticia de Kessin. Son recibidos por la fría y distante ama de llaves Johanna, que ama en secreto a su amo y está resentida con su nueva esposa. Durante su primera noche allí, Effi no puede dormir porque está asustada por lo que cree que es un fantasma. Durante la cena del día siguiente, se entera de que son los únicos nobles del pueblo y no pueden socializar con sus habitantes de clase media. En cambio, se producen tediosos intercambios de visitas con los nobles de las propiedades circundantes. Effi encuentra, sin embargo, un amigo en el farmacéutico Gieshübler, al que le encanta la música.
Instetten tiene que estar fuera de servicio una noche, dejando a Effi sola. Nuevamente no puede dormir, lo que le hace pedirle a Johanna que la acompañe toda la noche. Instetten se lo reprocha porque no quiere que se descubra que su mujer tiene miedo a los fantasmas, pero tampoco alivia sus miedos.
Effi queda pronto embarazada. Un día, mientras pasea, conoce a una mujer católica llamada Roswitha en la tumba de su difunto empleador. Effi, al ver que es una persona cálida y abierta, le pide que sea niñera de su hijo. Finalmente, da a luz a una niña a la que llaman Annie.
En una ocasión, Effi va a la playa con Instetten y su amigo el mayor Crampas. Instetten cree que Crampas es un mujeriego, mientras que Crampas describe a Instetten como un maestro de escuela nato. Effi se da cuenta de que Instetten había estado usando el fantasma al que le temía para educarla, así como una forma de distinguirse de los hombres comunes y corrientes. Al final, Instetten no puede continuar las excursiones porque se requiere su atención para una campaña política, dejando a Crampas y Effi continuar solos. Pronto, Effi sale a caminar todos los días, hasta el punto de que ni siquiera las inclemencias del tiempo pueden detenerla.
Después de algunos años, Effi, Instetten y Annie se mudan a Berlín, donde Instetten ha conseguido un puesto destacado en un ministerio gubernamental. Effi se alegra de ello, ya que Kessin siempre le pareció espeluznante. Sin embargo, un día Instetten encuentra cartas que Crampas le había estado escribiendo a Effi. Que los dos habían sido amantes es obvio, pero también está claro que el romance terminó hace algún tiempo. Después de pedir consejo a su amigo Wüllersdorf, se compromete a un duelo con Crampas, en el que mata a tiros a su rival.
Instetten se divorcia de Effi y obtiene la custodia de Annie, a quien cría haciéndole creer que no tiene madre. Los padres de Effi se niegan a dejarla volver a casa debido al escándalo que ha provocado, por lo que se muda a un pequeño apartamento en Berlín con la fiel Roswitha. Unos años más tarde, a Annie se le permite una breve visita a Effi, pero los dos están distantes entre sí. Effi se enfurece con Instetten, lo culpa por enseñarle a su hija a actuar como una extraña para ella y sufre un colapso nervioso.
Sus padres acceden a cuidarla en su casa, pero Instetten se muestra obstinado, creyendo que ella ha sido la ruina de su vida. Al ver fracasar su propia vida, Effi le pide a su madre que le diga a Instetten que lo perdona y que ahora está en paz. Sentada en el jardín después de su muerte, su madre se pregunta si de alguna manera ellos tienen la culpa de haber causado su destino, pero su padre descarta la idea con su habitual evasión: “Ach, Luise, laß… das ist ein zu weites Feld. (“Oh, déjalo, Luise... es un tema demasiado amplio”).

## Elenco
- Hanna Schygulla como Effi Briest
- Wolfgang Schenck como el barón Geert von Instetten
- Ulli Lommel como Crampas
- Lilo Pempeit como Frau von Briest (madre de Effi)
- Herbert Steinmetz como Herr von Briest (padre de Effi)
- Irm Hermann como Johanna
- Hark Bohm como Gieshübler, el farmacéutico
- Karlheinz Böhm como concejal Wüllersdorf
- Rudolf Lenz como concejal Rummschuttel
- Eva Mattes como Hulda
- Ursula Strätz como Roswitha
- Karl Scheydt como Kruse
- Un Dorthe Braker como Frau Paaschen
- Theo Tecklenburg como Pastor Niemeyer
- Andrea Schober como Annie von Instetten
- Barbara Valentin como Marietta Tripelli
- Peter Gauhe como primo Dagoberto
- Barbara Kwiatkowska-Lass como la cocinera polaca

## Contexto histórico
La novela original, Effi Briest de Theodor Fontane, se inspiró en hechos de la vida real, ya que se basó en un escándalo entre un oficial del ejército y su esposa. Al parecer, la esposa había tenido una aventura, y una vez que el marido se enteró, desafió y mató al amante en un duelo. Aunque esto era ilegal, todavía se consideraba un medio apropiado para mantener el honor en la sociedad prusiana durante la época de Fontane. Así, el hombre apenas era castigado, mientras que la mujer recurriría a la enfermería por el resto de su vida. Fontane convirtió esta historia en un retrato condenatorio de cómo el código de honor del siglo XIX puede limitar y arruinar la vida de una persona.
En el año de 1968 ocurrieron el movimiento de protesta liderado por estudiantes conocido como movimiento estudiantil alemán o movimiento de 1968, y el intento de asesinato de su líder, Rudi Dutschke. Estos estudiantes estaban enfurecidos porque muchos líderes del régimen nazi seguían ocupando puestos de poder, así como por varias reformas legales restrictivas y su falta de poder en el funcionamiento de sus universidades.
En la década de 1970, el movimiento de derechos civiles de las mujeres ganó popularidad y comenzó a formar un movimiento individual, habiendo sido previamente parte de las protestas estudiantiles desde 1968. Las mujeres estaban empezando a darse cuenta de que estaban siendo reprimidas por los dobles estándares de la sociedad para hombres y mujeres. Al percibir la naturaleza patriarcal de la sociedad, se propusieron cambiar su posición. Este movimiento finalmente tuvo éxito cuando en 1977 la legislación concedió a las mujeres casadas el derecho al divorcio y la posibilidad de trabajar fuera del hogar. 
Se encontraron fácilmente similitudes entre Effi Briest y la Alemania del siglo XX, lo que ayudó a explicar la popularidad del libro y sus posteriores adaptaciones cinematográficas. Durante la década de 1970, Alemania Occidental estaba siendo sacudida por disturbios civiles mientras la gente buscaba lograr cambios, entre estos movimientos estaba el movimiento de derechos civiles de las mujeres,  que se convirtió en una influencia importante para la película, ya que comparaba la naturaleza represiva en la sociedad entre la Prusia del siglo XIX y la Alemania Occidental de los años 70.

## Análisis
La adaptación cinematográfica de Fassbinder es la cuarta de la novela de Fontane. Lo especial de la misma es que no se limita a traducir el contenido. En lugar de crear una ilusión, evita que surja, en primer lugar a través de su método de comunicación formal y estético. Una lectura en off, desvanecimientos en blanco, inserciones, superposiciones de escritura, etc. crean analogías con el proceso de lectura.
A diferencia de la adaptación cinematográfica de Wolfgang Luderer de 1970, Fassbinder no presenta a Effi como una víctima de la rígida sociedad prusiana. Más bien, parece querer sugerir que la gente no debería esperar el cambio o incluso la comprensión de las autoridades, sino que deben dar ellos mismos el paso para salir de su inmadurez.
Como indica el doble título de la película, el objetivo final de la obra es analizar cómo un sistema social puede restringir la libertad de las personas. Durante la época de Theodor Fontane, era común incluir un segundo título agregando una declaración. En tal disposición, el primer título solía ser el nombre del personaje principal, mientras que el segundo se utiliza para describir el estigma social que se critica. Sin embargo, Theodor Fontane no incluyó el segundo en la novela original, sino que Fassbinder lo agregó en su producción de la película.
En el transcurso del largometraje, Fassbinder intenta demostrar los efectos de las restricciones de la sociedad en la supresión de las emociones. Esto se hace distanciando al público de la acción, principalmente mediante técnicas como mantener las escenas más dramáticas fuera de la pantalla y la segmentación de los acontecimientos.  Por ejemplo, nunca hay una escena que represente la aventura entre Effi y Crampas, y toda ella permanece fuera de la pantalla; y en lugar de que se muestre el nacimiento de Annie, el narrador nos lo cuenta, separando aún más a la audiencia de la acción. Con tales técnicas se niega al público las escenas melodramáticas que se esperan de una película sobre el adulterio, utilizando esta moderación para realzar el tema de la represión.
Aunque el final de la película es muy trágico, no se debe a la muerte de Effi. Más bien, es porque murió creyendo que la culpa había sido su propia responsabilidad, y porque demuestra cómo las convenciones sociales son capaces de impedir que uno se ame con toda su capacidad. A través de esto, la película demuestra cómo ser un hombre de principios a menudo resulta en su propio enervamiento.

## Producción
Esta película fue de extrema importancia personal para Fassbinder, ya que esperaba que se convirtiera en su debut como director. Sin embargo, se necesitarían tres años para conceptualizar a Effi Briest y recaudar los fondos necesarios para producirla antes de poder filmarla. Como lo describió Fassbinder, la razón por la que estaba tan embelesado con Effi Briest y Fontane se debía a que "rechazaba a todos y encontraba todo alienante y, sin embargo, luchó toda su vida por el reconocimiento". La producción de esta película tomó un giro aún más personal para Fassbinder cuando eligió a su propia madre, Lilo Pempeit, como la madre de Effi Briest, y decidió narrar la película él mismo, releyendo e interpretando personalmente la obra de Fontane.
Casi todos los actores (excepto Hanna Schygulla, Wolfgang Schenck y Karlheinz Böhm en los tres papeles principales) fueron doblados por otros actores para conseguir un efecto de alienación adicional. El propio Fassbinder asumió la dirección del diálogo.

## Recepción
La película recibió críticas principalmente positivas. Según el agregador de reseñas Rotten Tomatoes, Effi Briest había recibido un índice de aprobación del 75% con una calificación promedio de 7,1/10 entre 8 críticos profesionales. IMDb le dio a la película una calificación similar, con una puntuación promedio de 7,1/10 entre 1.559 usuarios de IMDb. Effi Briest también fue nombrada una de las 1.000 mejores películas jamás realizadas por The New York Times.
El Lexikon des internationalen Films elogió la obra: "La novela de Theodor Fontane sobre la ruptura de un matrimonio en una red opresiva de limitaciones sociales en una adaptación cinematográfica puesta en escena de una forma extremadamente sutil y estilísticamente coherente, especialmente en la iluminación. Fassbinder no sólo reflexiona sobre la situación social de sus personajes, sino en última instancia también sobre la del artista que los describe." 
Wolf Donner resaltó también en Die Zeit la forma en que Fassbinder interpreta a Fontane: "Cada palabra, en el diálogo y en el comentario que retoma el diálogo, lo continúa, anticipa la acción o desarrolla una dialéctica con la imagen, está en Fontane: no una adaptación cinematográfica de la literatura, sino una película como lectura; ves, oyes y lees una novela." 

## Premios
La película ganó el premio Interfilm de 1974 en el 24º Festival Internacional de Cine de Berlín y fue nominada al Oso de Oro.